# Idaeus Fossae
Idaeus Fossae és una estructura geològica del tipus fossa a la superfície de Mart, situada amb el sistema de coordenades planetocèntriques a 39.23 ° de latitud N i 310.84 ° de longitud E. Fa 202.01 km de diàmetre. El nom va ser fet oficial per la UAI l'any 2006 i pren el nom d'una característica d'albedo.